# Rhopalosiphum parvae
Rhopalosiphum parvae är en insektsart som beskrevs av Hottes och Theodore Henry Frison 1931. Rhopalosiphum parvae ingår i släktet Rhopalosiphum och familjen långrörsbladlöss. Inga underarter finns listade i Catalogue of Life.